# The Babysitter (2017)
The Babysitter  ist eine US-amerikanische Horrorkomödie von McG aus dem Jahr 2017. Der Film mit Samara Weaving, Judah Lewis, Hana Mae Lee, Robbie Amell und Bella Thorne in den Hauptrollen wurde am 13. Oktober 2017 weltweit von Netflix veröffentlicht.

## Handlung
Der zwölfjährige Cole Johnson wird von seinem Nachbarn Jeremy gemobbt, aber seine Babysitterin Bee tritt für ihn ein und macht Jeremy Angst. Am nächsten Tag, nachdem seine Eltern verreist sind, verbringen Bee und Cole Zeit miteinander. Cole und Melanie, seine Nachbarin und beste Freundin, überlegen, was die Babysitter machen, wenn die Kinder eingeschlafen sind. Melanie überredet Cole, Bee heimlich zu beobachten.
An diesem Abend bleibt Cole wach und sieht, dass Bee Besuch von ihren Freunden Max, John, Allison, Sonya und Samuel bekommt. Sie spielen Wahrheit oder Pflicht. Doch als Bee Samuel küsst, zieht sie zwei Dolche hinter ihrem Rücken hervor und sticht sie ihm in den Kopf. Die anderen Jugendlichen sammeln Samuels Blut und offenbaren sich selbst als Mitglieder eines dämonischen Kults.
Cole eilt in sein Zimmer, wo er den Notruf wählt. Er zieht seine Schuhe an und findet ein Taschenmesser. Als Bee in sein Zimmer kommt, gibt er vor zu schlafen. Die Sektenmitglieder betreten sein Zimmer, um etwas Blut von ihm zu nehmen. Nachdem sie gegangen sind, versucht Cole durch das Fenster zu entkommen; er wird jedoch von Bee überrascht.
Bee und ihre Freunde halten Cole gefangen, denn sie wollen herausfinden, wie viel dieser von ihren Taten weiß. Als durch den Notruf alarmierten Polizisten eintreffen, tötet Max einen mit einem Schürhaken; ein zweiter schießt Allison in den Oberkörper, bevor er von Bee und Max ebenfalls getötet wird. Während Allison sich darüber beschwert, beschossen worden zu sein, rennt Cole die Treppe hinauf. John verfolgt ihn, wird aber von Cole über das Geländer gestoßen. John landet auf einer Trophäe, die seinen Hals durchbohrt.
Cole entkommt durch sein Schlafzimmerfenster und versteckt sich im Keller unter dem Haus. Als Sonya ihn findet, sperrt er sie im Keller ein und zündet eine Feuerwerksrakete, um sie in die Luft zu sprengen. Nachdem er Coles Einfallsreichtum zu schätzen gelernt hat, jagt Max Cole das alte Baumhaus hinauf. Max wird erhängt, als er vom Baumhaus fällt und sich sein Hals in der Seilschaukel verheddert. Cole flieht daraufhin zu Melanie nach Hause.
Cole kehrt zu seinem Haus zurück. Dort wird er von Allison mit einem Küchenmesser angegriffen. Diese wird von Bee mit einer Schrotflinte erschossen. Bee erklärt Cole den Grund für ihre Taten: Man bekäme alles, was man sich wünscht, wenn man das Blut eines Unschuldigen mit dem des Opfers vermischt und dieses auf das Zauberbuch tropft, während man die Verse daraus rezitiert. Bee versucht Cole zum Mitmachen zu überreden, doch er lehnt ab und verbrennt das Buch. Er rennt zu Melanies Haus, stiehlt das Auto ihres Vaters und fährt es in sein Wohnzimmer, in dem Bee versucht, das brennende Buch zu löschen. Cole kann sich aus dem Wrack retten, während Bee unter dem Wagen eingeklemmt ist.  Als die Polizei eintrifft, erzählt Cole seinen Eltern, dass er keinen Babysitter mehr braucht.
Im Abspann wird ein Feuerwehrmann in Coles Haus von Bee angegriffen.

## Synchronisation
Die deutsche Synchronisation entstand nach einem Dialogbuch und unter der Dialogregie von  Karl Waldschütz im Auftrag der SDI Media Germany GmbH, Berlin.
| Schauspieler   | Rollenname | Synchronsprecher  |
| -------------- | ---------- | ----------------- |
| Samara Weaving | Bee        | Giuliana Jakobeit |
| Judah Lewis    | Cole       | Cedric Eich       |
| Robbie Amell   | Max        | Florian Hoffmann  |
| Bella Thorne   | Allison    | Sarah Alles       |

## Produktion
Im Oktober 2014 wurde bekannt, dass Brian Duffield's Horrorkomödie The Babysitter von McG gekauft wurde. Das Drehbuch war 2014 auf der Black List, der beliebtesten, jedoch noch nicht verfilmten Drehbücher.
Die Hauptrollen wurden im Oktober 2015 besetzt. Die Dreharbeiten begannen am 27. Oktober 2015 in Los Angeles. Die nationalen und internationale Vertriebsrechte an dem Film konnte sich im Dezember 2016 Netflix sichern.

## Fortsetzung
Im September 2019 wurden Arbeiten an einer Fortsetzung bekanntgegeben. The Babysitter: Killer Queen erschien am 10. September 2020 auf Netflix.